# Voices of Fire
Voices of Fire är det tyska a-cappella/power metal-bandet Van Cantos sjätte studioalbum, utgivet i april 2016 på earMUSIC, bandets första musiksläpp på detta bolag.
På albumet samarbetar bandet med skådespelaren John Rhys-Davies och den engelska kören Metro Voices, samt barnkören Chorakademie Dortmund.
Skivan var bandets första och enda utan vokalisten Ingo Sterzinger, den sista med sångaren Dennis Schunke som lämnade bandet året efter utgivningen, samt den första med basvokalisten Jan Moritz. Olaf Senkbeil från hårdrocksbandet Dreamtide bidrog med bakgrundssång.
Musikvideor gjordes till "Clashings on Armour Plates" och "The Bardcall".

## Låtlista
1. "Prologue" – 2:56
2. "Clashings on Armour Plates" – 4:06
3. "Dragonwake" – 5:12
4. "Time and Time Again" – 4:22
5. "All My Life" – 4:12
6. "Battleday's Dawn" – 3:27
7. "Firevows (Join the Journey)" – 3:52
8. "The Oracle" – 4:53
9. "The Betrayal" – 4:07
10. "We Are One" – 5:27
11. "The Bardcall" – 4:45
12. "To Catharsis" – 4:53
13. "Epilogue" – 0:50

## Medverkande
Musiker
- Dennis "Sly" Schunke – leadsång
- Inga Scharf – leadsång
- Stefan Schmidt – låg rakkatakkasång
- Ross Thompson – hög rakkatakkasång
- Jan Moritz – basstämma
- Bastian Emig – trummor, slagverk

Gästmusiker
- John Rhys-Davies – berättarröst
- Metro Voices – kör
- Chorakademie Dortmund – barnkör
- Heidi Parviainen – bakgrundssång
- Timan Eckelt – bakgrundssång
- Jan Freeseman – bakgrundssång
- Carina Hanselmann – bakgrundssång
- Olaf Senkbeil – bakgrundssång

Produktion
- Stefan Schmidt – producent, inspelningstekniker, mixning
- Bastian Emig – mixning
- Jürgen Lusky – mastering
- Charlie Bauerfeind – inspelningstekniker (trummor)
- Armin Haas – inspelningstekniker (slagverk)
- Chris Parker – inspelningstekniker
- Gary Thomas – inspelningstekniker
- Daniel Schmidle – redigering
- Thomas Geiger – sångredigering
- Christoph Hardebusch – låttexter
- Osmar Arroyo – omslagskonst
- Stefan Hellemann – foto